# 海登 (肯塔基州)
海登，是美国肯塔基州的一座城市。建立于1878年，面积约为3.4平方公里（1.3平方英里）。根据2010年美国人口普查，该市的人口为365人。